# 利物浦 (紐約州)
利物浦（英語：Liverpool）是位於美國紐約州奧農達加縣的村。

## 人口
根據2020年美國人口普查的數據，利物浦的面積為1.95平方千米，皆為陸地。當地共有人口2242人，而人口密度為每平方千米1,150人。